# Чухраёв, Александр Михайлович
Алекса́ндр Миха́йлович Чухраёв (род. 1952) — депутат ГД РФ IV и V созывов, заместитель председателя комитета ГД по охране здоровья. Член Высшего совета Всероссийской политической партии «Единая Россия». Секретарь Курского регионального отделения Всероссийской политической партии «Единая Россия» (с 2002 года). Доктор медицинских наук (2001), профессор (2002).

## Биография
Родился в совхозе Сафоновский Кореневского района Курской области 14 января 1952 года в семье рабочих. В 1971 году с отличием закончил Рыльское медицинское училище, после чего работал фельдшером Брежневского медпункта. В 1971—1977 годах — студент Курского государственного медицинского института, в 1977—1979 годах — клинический ординатор кафедры факультетской хирургии КГМИ, а в 1979—1982 годах — аспирант той же кафедры.
В 1982—2003 годах занимал должность главного врача Курской областной клинической больницы. В 1987 году в Украинском институте усовершенствования врачей в Харькове защитил диссертацию на соискание учёной степени кандидата медицинских наук по теме «Функциональное состояние органов гепатопанкреатодуоденальной зоны у больных с билиодигестивными анастомозами». В 2001 году в Федеральном научно-практическом центре медико-социальной экспертизы и реабилитации инвалидов (ныне Федеральное бюро медико-социальной экспертизы) защитил докторскую диссертацию по теме «Управление многопрофильной больницей как социально-экономической системой в условиях реформирования здравоохранения». С 1995 года — заведующий кафедрой сестринского дела Курского государственного медицинского университета.
Весной 1989 года избран народным депутатом СССР от Железногорского территориального избирательного округа № 217 Курской области.
С 2002 года является секретарем Курского регионального отделения Всероссийской политической партии «Единая Россия». В 2003 году избран депутатом Госдумы РФ четвертого созыва, в 2007 году — депутатом Госдумы РФ пятого созыва.
22 ноября 2011 приказом Минздравсоцразвития РФ назначен генеральным директором «МНТК „Микрохирургия глаза“», сменив на этом посту Христо Тахчиди, отправленного в отставку. Назначение Чухраёва, хирурга общего профиля, никогда не занимавшегося специализированным лечением глазных болезней, вызвало резкую отрицательную реакцию общественности и персонала комплекса во всех его 12 филиалах.
Женат, имеет двоих детей.

## Награды
- Почётная грамота Правительства Российской Федерации (14 ноября 2011 года) — за многолетнюю плодотворную законотворческую деятельность[7].